# Boulognedistrict
Het Boulognedistrict is een klein floradistrict dat door Belgische floristen wordt gehanteerd en dat geheel in het Franse departement Pas-de-Calais is gelegen.
Dit district omvat het gebied ten oosten en in de directe omgeving van Boulogne-sur-Mer, bestaande uit een vlakte die gekenmerkt is door afzettingen van klei en zand uit het Jura-tijdvak, en die omgeven is door formaties uit het Boven-Krijt.